# Haldorus truncatistylus
Haldorus truncatistylus är en insektsart som beskrevs av Rauno E. Linnavuori 1959. Haldorus truncatistylus ingår i släktet Haldorus och familjen dvärgstritar. Inga underarter finns listade i Catalogue of Life.